# آلبینوفسکا هورا
آلبینوفسکا هورا (به لاتین: Albínovská hora) یک کوه در اسلواکی است که در Sečovce, Slovakia واقع شده‌است.